# Kårbø
Kårbø er en lille bygd på øen Holsenøy i Meland kommune uden for Bergen i Norge.
Bygden ligger langs en sidevej til Holsenøys hovedvej mod Skjelanger . Vejen slutter på kajen ved Kårbøvågen .
Der er i dag få fastboende på Kårbø i modsætning til før 1960'erne hvor flytningen til byen startede . Mange beholdt boligen på "landet" og i nogle tilfælde pendlede den ene part af familien (oftest manden) og var kun hjemme i weekenden.
I 2012  bygges ved nedkørslen til Kårbø festlokaler med køkken m.m. til 100-150 personer, og længere ude er der kommet en cafe/pub som foreløbig er åben fredag/lørdag i sommermånederne.